# Trivocalismo quechua
Trivocalismo ortográfico quechua es el uso de tres letras (<a>, <i>, <u>) para escribir las tres vocales fonológicas de las lenguas quechuas. Este uso para escribir el quechua fue propuesto originalmente en 1953 por Andrés Alencastre y empezó a extenderse y luego oficializarse en Perú y Bolivia en los años ochenta. Actualmente, los alfabetos oficiales de dicha lengua en Perú, Ecuador y Bolivia son trivocálicos, pues incluyen esas únicas tres grafías vocálicas correspondientes cada una a cada uno de los fonemas vocálicos diferentes del quechua, salvo para los préstamos recientes.
La reforma ortográfica trivocálica siguió un criterio técnico fonemático, en base al hecho de que los sonidos [e ~ ɛ] y [o ~ ɔ], en los dialectos que los presentan, son alófonos de /i/ y /u/ cuando esas vocales están en contacto con una consonante uvular. La reforma mantuvo los caracteres <e, o> para los préstamos recientes de origen castellano.
La reforma se realizó paralelamente para las lenguas quechuas y para las de la familia aimara, bajo el mismo criterio fonemático, y constituyó un elemento importante de la reforma ortográfica quechua-aimara de finales del siglo XX. Hasta hoy persisten personas, grupos e instituciones que se mantienen en desacuerdo con este uso ortográfico y se declaran "pentavocalistas".

## Antecedentes
El reconocimiento de que los quechuas solamente presentan tres distinciones fonológicas de timbre vocálico es relativamente antiguo. Uno de los más antiguos reconocimientos lo hizo el franciscano cuzqueño Gregorio Castro en 1905, enmarcado en las ideas evolucionistas de la época. Más tarde, la fonología del siglo XX ratificó estas observaciones.

[... El quechua] lleva carácter que distingue las lenguas primitivas [sic], el cual consiste en que sólo tienen las tres vocales á, í, ú, y así se encuentra en las [lenguas] primitivas orientales [sic]; y si bien es verdad, que en el alfabeto keshua se ha admitido la e y la o, es porque, en el el uso, la e tiene equivalencia idéntica con la i, y la o con la u, y viceversa, pudiendo ser sustituidas la una por la otra, como lo afirma el Dr. Fernández Nodal en su Gramática de keshua publicada en Londres. Lo mismo siente el sabio Fidel López, que ha hecho un estudio analítico del keshua, y antes lo había aseverado también el eminente filolólogo Dr. Tschudi, y lo mismo dice el Dr. Leonardo Villar cuya autoridad en esta materia es indiscutible y de quien hemos recogido estos datos.
Gregorio Castro O.F.M.,
promotor de la obra,
Vocabulario Políglota Incaico, 1905, p. XIII

La aplicación del principio fonemático a la ortografía y el uso de un alfabeto trivocálico para el quechua y el aimara fueron inicialmente propuestos recién en 1953 por el lingüista cuzqueño Andrés Alencastre Gutiérrez (conocido también como Killku Warak'a) en su tesis doctoral Fonética, semántica y sintaxis quechua en la entonces Universidad Nacional del Cusco, y en 1954 en un artículo en la Revista Universitaria de la misma universidad titulado "Escritura fonética del quechua y del aimara". La reforma ortográfica de tres vocales fue oficializada en 1984 en Bolivia y en 1985 en el Perú.

## Uso

Vocales en el quechua.

Actualmente, el trivocalismo ortográfico del quechua constituye la escritura considerada oficial por los Estados de Ecuador, Perú y Bolivia, incluyendos sus Ministerios de Educación. Este sistema es criticado por la Academia Mayor de la Lengua Quechua por "no ser acorde a la fonología del quechua⟩⟩".  Muchos lingüistas concuerdan que el quechua tiene únicamente tiene 3 vocales, y otras vocales como:e, ɘ, o  son alófonos de las vocales i, u cuando están cerca a una consonante uvular.

### Uso por hablantes nativos
El trivocalismo es implementado en la educación oficial mediante la Educación Intercultural Bilingüe en zonas rurales y zonas urbanas con población quechuahablante.

### Uso por instituciones
La Academia Mayor de la Lengua Quechua considera que el trivocalismo es una forma de imposición del Ministerio de Educación frente al pentavocalismo, el Instituto Lingüístico de Verano usa una variante del pentavocalismo pero con mayor influencia del castellano.